# 華盛頓檢查者報
《華盛頓檢查者報》，又译作华府监察报、华盛顿考官、华盛顿观察家报，是美国保守派新闻网站和周刊，总部位于华盛顿哥伦比亚特区，由菲利普·安舒茨（Philip Anschutz）旗下的净度传媒集团（Clarity Media Group）的子公司MediaDC所拥有。
2005年至2013年间，该报以小报形式在华盛顿特区出版发行，侧重于当地新闻和政治评论。
这家当地报纸于2013年6月14日停止出版，终止对大华府当地新闻的报导，并将其印刷版从日报改为周刊，内容开始聚焦於国家政治。